# Comuna de Stopnica
Stopnica (polaco: Gmina Stopnica) é uma gminy (comuna) na Polónia, na voivodia de Santa Cruz e no condado de Busko. A sede do condado é a cidade de Stopnica.
Conforme os censos de 2004, a comuna tem 7918 habitantes, com uma densidade 63,1 hab./km².

## Área
Estende-se por uma área de 125,43 km², incluindo:
- área agrícola: 83%
- área florestal: 9%

## Demografia
Dados de 30 de Junho 2004:
|                      | Total   | Total | Mulheres | Mulheres | Homens  | Homens |
| -------------------- | ------- | ----- | -------- | -------- | ------- | ------ |
|                      | pessoas | %     | pessoas  | %        | pessoas | %      |
| População            | 7918    | 100   | 4007     | 50,6     | 3911    | 49,4   |
| Densidade (pop./km²) | 63,1    | 100   | 31,9     | 31,9     | 31,2    | 31,2   |

De acordo com dados de 2005, o rendimento médio per capita ascendia a 1 506,94 zł.

## Comunas vizinhas
- Busko-Zdrój, Gnojno, Oleśnica, Pacanów, Solec-Zdrój, Tuczępy